# بار دیگر زندگی
بار دیگر زندگی نام یک مجموعهٔ تلویزیونی ایرانی به کارگردانی «علاءالدین رحیمی» است که در سال ۱۳۶۳ تولید و در سال ۱۳۶۴ از شبکه ۱ پخش شد.

## خلاصه داستان
یک پزشک جوان ایرانی که در خارج از ایران زندگی می‌کند، در می‌یابد که به بیماری علاج‌ناپذیری دچار شده و بزودی می‌میرد؛ بنابراین تصمیم می‌گیرد به ایران بازگردد و روزهای آخر عمرش را در روستایی دورافتاده بگذراند. پس از سپری شدن مدتی، او متوجه می‌شود که جواب آزمایش‌های شخص دیگری را به اشتباه به او داده بودند؛ اما با وجود آگاه شدن از سلامتی خود، به دلیل علاقه‌ای که محیط روستا و اهالی آن پیدا کرده‌است، دیگر حاضر به ترک آنجا نیست و …

## بازیگران و عوامل تولید

### بازیگران
- مصطفی طاری
- مرتضی رستگار
- حسین افصحی
- عزیزالله هنرآموز
- رحمان باقریان
- معصومه متین
- مجید گل‌بابایی
- رضا آهنگر
- مظفر مقدم

### عوامل تولید
- نویسنده و کارگردان: علاءالدین رحیمی
- مدیر فیلمبرداری: عظیم جوانروح
- تصویربردار: فریدون مسروری
- دستیاران فیلمبردار: فریدون کاظمیان، ناصر کلایه
- تدوین: حسین مؤمنی
- تهیه‌کنندگان: مجید گل‌بابایی، بهروز خوش‌رزم
- امور فنی: محمد جان بزرگی، شاهرخ عباسیان
- فرمتتصویر: 16 میلیمتری
- محصول: گروه فیلم و سریال شبکه ۱
- سال تولید و پخش: ۱۳۶۳